# 千坂高容
千坂 高容（ちさか たかかた）は、江戸時代中期の米沢藩の重臣。　

## 経歴
天明8年(1788年)12月19日、父千坂清高より家督相続。1565石賜る。
寛政10年(1798年)3月11日、江戸勤学二年命じられる。在府中十人扶持賜る。
寛政12年(1800年)11月4日 京地及び摂泉間歴遊命じられる。
享和3年(1803年)6月6日、侍頭。
文化元年(1804年)5月23日、病身退役、中の間詰め。
文化2年(1805年)7月8日、致仕。
文政5年(1822年)1月5日、死去。